# Новосёловское сельское поселение (Ростовская область)
Новосёловское сельское поселение — муниципальное образование в Мартыновском районе Ростовской области. 
Административный центр поселения — хутор Новосёловка.

## Административное устройство
В состав Новосёловского сельского поселения входят:
- хутор Новосёловка;
- хутор Красноармейский;
- хутор Карповка;
- хутор Красный Сал;
- хутор Крепянка;
- хутор Московский;
- хутор Несмеяновка;
- хутор Степной.

## Население
| 2010  | 2012  | 2013  | 2014  | 2015  | 2016  | 2017  |
| ----- | ----- | ----- | ----- | ----- | ----- | ----- |
| 2118  | ↘2080 | ↘2049 | ↘1993 | ↘1972 | ↘1947 | ↘1946 |
| 2018  | 2019  | 2020  | 2021  |       |       |       |
| ↘1943 | →1943 | ↗1956 | ↗1957 |       |       |       |